# リコー東北
リコー東北株式会社（リコーとうほく） は、かつて存在したリコーの販売子会社。本社を宮城県仙台市青葉区に置いていた。グループで東北エリアを担当する販売会社であり、メーカーの支店機能も有した。

## 概要
1949年、理研光学工業（当時。現・リコー）仙台出張所として設置。リコー製品のみならず、各社パソコンやサーバをはじめとするIT関連機器の販売も行っていた。直販と代販の比率は6：4。東北六県でのPPC（普通紙複写機）のシェアは28%である。なお、宮城県内には同グループの製造子会社である東北リコー（本社：宮城県柴田郡柴田町）も存在し、混同されやすかった。
東北楽天ゴールデンイーグルスの公式スポンサーであった。
2010年7月、当社を含む国内販売会社7社が合併し、リコージャパン株式会社となった。

## 沿革
- 1958年6月 - リコーグループが東北地区で営業開始
- 1968年11月 - 設立。

## 関連会社
- 株式会社リコー
- リコー販売株式会社
- リコー中部株式会社
- リコー関西株式会社
- リコー中国株式会社
- リコー九州株式会社
- リコーテクノシステムズ株式会社
- リコーリース株式会社